# Jablanica (gmina Bujanovac)
Jablanica (cyr. Јабланица) – wieś w Serbii, w okręgu pczyńskim, w gminie Bujanovac. W 2002 roku liczyła 109 mieszkańców.